# 林蒼祐
敦林蒼祐醫生（1919年5月28日—2010年11月24日），是馬來西亞華裔政治人物。他曾擔任第二任檳城首席部長長達21年。他也是國民陣線的成員馬來西亞民政運動黨（簡稱：民政黨）的創立人之一。后被冊封為敦。

## 生平

### 早年家庭與求學
林蒼祐於1919年5月28日出生在英属海峡殖民地檳城，父親林萃龍是醫生，1937年被授予太平局紳；母親為謝瑞雲。其家庭祖籍為中國福建同安廈門，後來移民至新加坡，在林萃龍時搬至檳城。林蒼佑為家庭中第二個小孩，有一個姐姐與許多弟妹。
林蒼祐就讀於哈珍學校（Penang Hutching School），後來升上檳城大英義學（Penang Free School），他於1937年獲得英國皇家獎學金（King's Scholar）。1944年，他於英國蘇格蘭愛丁堡大學獲得外科醫學學位。
在畢業之後，他到了中國，任職國民革命軍海軍總部醫務處長兼任國防部長陳誠的私人醫生。他在中國也認識了吳欣燕，他們於1947年在香港結婚。之後他們回到檳城。

### 政治生涯的開端
他於1951年開始參與政治，被任命為槟城殖民地立法议会议员，並在同年6月19日與其他發起人創建槟城急进党（Penang Radical Party），並擔任副主席一職。1953年，他成為檳城急進黨黨主席。他也於1953年參選市政局的議員，但是並沒有當選。1954年，林蒼佑決心與马来亚华人公会合作，並於1954年6月27日將檳城急進黨改名為「急进党」，並以個人名義加入马华公会。1955年，他贏得選舉成為聯合邦立法議員。

### 馬華公會
1958年3月23日的馬華公會黨內選舉中，林蒼佑挑戰原任總會長陳禎祿，以89對67票的22票優勢贏得總會長的職務。他銳意改革馬華卻遇黨內外重重阻力，更因爭取華人議席之分而與巫統鬧翻，進一步激化馬華黨內的鬥爭，演變成陳禎祿父子與林蒼佑派的對峙，最終林蒼佑派以失敗而離開馬華。

### 民主聯合黨
1961年離開了馬華公會，林蒼佑在同年（1961年）在芙蓉創建民主聯合黨。由於陳世英等人的加盟，民主聯合黨間接成為芙蓉市議會的執政黨。
1963年林蒼佑與民聯黨鬧分裂，只得撤回檳城。
1964年民聯党參加全國大選，僅林蒼佑一人當選國會議員，其他當選州議員都是在他的國會選區或邊周地帶勝出。

### 民政黨
1968年林蒼佑率領民聯黨加入了新成立的民政黨，竟而在1969年的大選中躍居以反對黨身份成為檳州執政黨。當上檳州首席部長。

### 槟城首席部长
1972年，在經歷五一三事件後，民政與聯盟（巫統）組檳州聯合政府。1974年林蒼佑率領民政黨加入國陣，並在往後的大選又再勝出。
1990年大选，林蒼佑以八百多張票敗在民主行动党秘书长林吉祥手中，從此退出政壇。他与林良实、林敬益等人是全国少数拥有敦勋衔的马来西亚华人。

### 晚年
林蒼祐退出政壇後從商，並成為數家大公司的主席和顧問。宏願開放大學成立後，林蒼祐於2007年成為該校的榮譽校長。
2010年10月下旬，林蒼祐因中風被送入檳城醫院。前首相马哈迪·莫哈末与夫人茜蒂哈斯玛等人前来探望。之後，林蒼祐於11月24日晚上9時病逝於丹絨武雅，並於次日舉行國葬，當時檳城州旗降半旗為期四天。遺體於28日在峇都眼東火化場進行火化。

## 争议

### 联盟危机
1959年6月24日，林苍佑写了封密函给联盟主席东姑阿都拉曼。密函内容主要是提及并要求，让“马华上阵三分一国席及华文学校考试媒介语课题”。这封密函随后在7月9日被马华宣传主任杨邦孝通过各大报章公布出来。杨邦孝同时声明，马华已经向巫统摊牌，如果无法取得满意结果，马华或将以自己旗帜上阵全国大选，以确保任何关于联邦宪法的增删，在没有马华同意下无法通过。
东姑阿都拉曼在看了相关报道后“感到惊异和痛心”，立即具函给林苍佑，谴责他在联盟内部议席分配谈判还在进行当儿，即公开密函。他说：“这行为确实在我背上给我刺了一刀，并使我对我的友人，即马华公会目前的领袖大感失望。”东姑为此而决定取消原定在7月10日晚上举行的联盟全国理事会会议。东姑最后强调：“我们将与马印国大党和那些不支持你的立场及信任联盟的诚意和一致的马华人士，以联盟的身份参加竞选。”“联盟将为整个本邦的利益而竞选，胜负在所不计。”此外，东姑也指责林苍佑，将已淡出政坛的陈祯禄牵涉进来这次事件，从另一方面来看，也显示出了其背后的不良意图。
副首相阿都拉萨对一部分马华领袖对联盟和巫统发出“最后通牒”的做法也表示震惊，他说他当时正在和林苍佑协商着上阵的人选与联盟宣言。阿都拉萨说：“协商进行得很顺利，但是我在一部分马华中央工作委员会成员发出最后通牒后终止了协商谈判，因为他们的行为违反了联盟的友好谅解精神。”

对于公开他写给东姑的密函所引发的连锁激烈反应，林苍佑请求东姑为着国家的前途，如期召开联盟全国理事会会议。他向东姑表示：“只好忍受你的责备和你对我的失望。”7月10日下午3时，林苍佑与东姑会谈，至4时45分会后分别召开记者会。东姑事后忆述，林苍佑告诉他，在公布密函事件上他处于被动，因为马华内部已经被年轻领袖和华校教师所控制，他只能哑口吞下这个苦果。林苍佑在见了东姑后发表书面文告说：
|  | 在这个阶段中，我们绝不能和联盟绝交，我将尽一切可能，维持和巫统的联盟关系。 |

由于事态严重，马华在7月12日上午11时召开中央总委员大会，以商讨解决危机。林苍佑在致辞时说，这次公开密函的决定是个错误的判断，并愿意负起全责。他要求大会授权让他与东姑会面解决此次危机，并随后再向大会报告。林苍佑说：“我认为不论如何困难，或任何代价，我们都要维持马华公会的团结。”

## 评价
林苍佑任槟城首席部长期间，在该州工业转型中所取得的成功不仅限于槟城，甚至全马来西亚人都感受到了这一成功。他于2010年去世后，前首相马哈迪·莫哈末在博客中写道：“作为首席部长，林苍佑使外国直接投资成为马来西亚乃至全世界的一个代名词。他将第一笔外国电子投资引入槟城，这被视为解决迄今为止一直困扰马来西亚失业问题的最佳途径。”